# Dominic Pace
Dominic Pace (* 21. September 1975 in White Plains, Westchester County, New York) ist ein US-amerikanischer Schauspieler.

## Leben
Pace wurde am 21. September 1975 in White Plains geboren. Die Schauspielerin Brittany Murphy war seine Cousine. Sein Großvater mütterlicherseits, William Tagliaferri, war während des Zweiten Weltkriegs Mitglied der 4. Infanterie und einer der ersten Soldaten, die am D-Day am Strand der Normandie landeten. Er bezeichnet ihn selbst als Vaterfigur für ihn. Sein Onkel mütterlicherseits, Tulio „Chuck“ Caparelli, war in den 1960er und 1970er Jahren Polizeichef in South Plainfield, New Jersey, ein weiterer Onkel mütterlicherseits, Angelo Capparelli, war der Leiter des Gesundheitsausschusses in Edison. Peter Russo, ein Cousin seiner Mutter, war ein Staatsvertreter von New Jersey und in den 1980er Jahren Bürgermeister von Lodi. Pace ist entfernt verwandt mit dem Baseballspieler Dutch Mele (1915–1975). Er schloss 1993 die High School in Ossining ab und begann 1995 seine Schauspielausbildung am Actors Studio Mimi Turque unter der Leitung von Susan Batson. Anschließend wechselte er in das zweijährige Programm von William Esper, wo er von Terry Knickerbocker Schauspielunterricht erhielt.
Er ist seit dem 6. August 2000 mit Geraldine Pace verheiratet.

## Karriere
Mitte der 1990er Jahre übernahm er erste Episodenrollen und Nebenrollen in Fernsehproduktionen. Beim Palm Beach International Film Festival 2004 wurde er für seine Leistung in dem Independent-Film Little Kings als „Bester Hauptdarsteller“ ausgezeichnet. Er war Mitglied der MET Theatre Company und der Tim Robbins Company sowie der The Actors’ Gang in Los Angeles.
Er übernahm im Laufe seiner Schauspielerlaufbahn Episodenrollen in Fernsehserien wie Strong Medicine: Zwei Ärztinnen wie Feuer und Eis, New York Cops – NYPD Blue, Schatten der Leidenschaft, Cold Case – Kein Opfer ist je vergessen, Prison Break, Zeit der Sehnsucht, Bones – Die Knochenjägerin, Superstore, On My Block oder Navy CIS: L.A. Er war in Nebenrollen in Filmproduktionen wie The Invisible Man, Wild Things 2, Follow Me oder Killers Anonymous – Traue niemandem zu sehen. 2018 übernahm er die größere Rolle des Kapitän Streeper im Tierhorrorfilm Megalodon – Die Bestie aus der Tiefe. 2019 war er in zwei Episoden der Fernsehserie The Mandalorian in der Rolle des Kopfgeldjägers Gekko zu sehen.

## Filmografie
- 1997: Saturday Night Live (Fernsehserie, Episode 23x09)
- 1998: Steel Crossings (Kurzfilm)
- 1998: Forever Fever
- 1998: The Invisible Man (Fernsehfilm)
- 1999: Aus Liebe zum Spiel (For Love of the Game)
- 2003: Strong Medicine: Zwei Ärztinnen wie Feuer und Eis (Strong Medicine) (Fernsehserie, Episode 1x02)
- 2003: New York Cops – NYPD Blue (NYPD Blue) (Fernsehserie, Episode 11x02)
- 2003: Little Kings
- 2004: The District – Einsatz in Washington (The District) (Fernsehserie, Episode 4x14)
- 2004: Wild Things 2
- 2004: Angel – Jäger der Finsternis (Angel) (Fernsehserie, Episode 5x20)
- 2004: Dr. Vegas (Fernsehserie, Episode 1x06)
- 2004: The Server (Kurzfilm)
- 2005: Schatten der Leidenschaft (The Young and the Restless) (Fernsehserie, 3 Episoden)
- 2005: Navy CIS (NCIS ) (Fernsehserie, Episode 3x07)
- 2005: A Year and a Day
- 2006: General Hospital (Fernsehserie)
- 2006: Desperate Housewives (Fernsehserie, Episode 2x15)
- 2006: Gamer (Kurzfilm)
- 2007: Andy Barker, P.I. (Fernsehserie, Episode 1x04)
- 2008: The Riches (Fernsehserie, Episode 2x07)
- 2009: Eleventh Hour – Einsatz in letzter Sekunde (Eleventh Hour) (Fernsehserie, Episode 1x17)
- 2009: Cold Case – Kein Opfer ist je vergessen (Cold Case) (Fernsehserie, Episode 6x20)
- 2009: Prison Break (Fernsehserie, Episode 4x18)
- 2009: Three Rivers Medical Center (Three Rivers) (Fernsehserie, Episode 1x01)
- 2009: Who Shot Mamba?
- seit 2009: Zeit der Sehnsucht (Days of Our Lives) (Fernsehserie, 6 Episoden)
- 2010: Rizzoli & Isles (Fernsehserie, Episode 1x01)
- 2010: The Whole Truth (Fernsehserie, Episode 1x03)
- 2011: Onion SportsDome (Fernsehserie, Episode 1x02)
- 2012: House of Lies (Fernsehserie, Episode 1x01)
- 2012: Happy Endings (Fernsehserie, Episode 2x18)
- 2013: The Midnight Monster (Kurzfilm)
- 2014: Azad Right: Self Made (Kurzfilm)
- 2014: Daniel (Kurzfilm)
- 2014: Off the Grid
- 2014: Bones – Die Knochenjägerin (Bones) (Fernsehserie, Episode 10x01)
- 2014: Project Greenlight Finalist (Kurzfilm)
- 2014: Faker (Kurzfilm)
- 2014: We Remain (Kurzfilm)
- 2014: Rico’s Last Fight (Kurzfilm)
- 2014: Behind the Curtain (Kurzfilm)
- 2015: Sweet Madness (Kurzfilm)
- 2016: The Midnight Man
- 2016: El Vato (Fernsehserie, Episode 1x06)
- 2016: True Nightmares (Fernsehserie, Episode 2x03)
- 2016: The Ken Allen Project (Kurzfilm)
- 2016–2017: Superstore (Fernsehserie, 2 Episoden)
- 2017: Deep Undercover (Fernsehserie, Episode 1x21)
- 2017: Scandal (Fernsehserie, Episode 6x10)
- 2017: This Just In (Fernsehserie, Episode 1x20)
- 2017: Special Unit
- 2017: Georgia (Kurzfilm)
- 2017: The Coroner: I Speak for the Dead (Fernsehserie, 2 Episoden)
- 2017: Heart of Numbani (Kurzfilm)
- 2017: Waiting Room FilmsLA (Fernsehserie, Episode 1x04)
- 2017: The Demonic Dead
- 2017: S.W.A.T. (Fernsehserie, Episode 1x04)
- 2017: People Magazine: Investigativ (Fernsehserie, Episode 2x06)
- 2017: Dawn (Kurzfilm)
- 2018: Wisdom of the Crowd (Fernsehserie, Episode 1x12)
- 2018: Abducted (Diverted Eden)
- 2018: Dirt
- 2018: On My Block (Fernsehserie, Episode 4x01)
- 2018: Ernie & Cerbie
- 2018: Barry (Fernsehserie, Episode 1x08)
- 2018: Buried in the Backyard – Mord verjährt nicht (Buried in the Backyard) (Fernsehserie, Episode 1x02)
- 2018: 1991
- 2018: Megalodon – Die Bestie aus der Tiefe (Megalodon) (Fernsehfilm)
- 2019: Navy CIS: L.A. (NCIS: Los Angeles) (Fernsehserie, Episode 10x16)
- 2019: Veep – Die Vizepräsidentin (Veep) (Fernsehserie, Episode 7x06)
- 2019: Homicide City (Fernsehserie, Episode 2x07)
- 2019: Lying and Stealing
- 2019: Stano
- 2019: The Painters (Kurzfilm)
- 2019: Psycho BFF (Fernsehfilm)
- 2019: 9-1-1 (Fernsehserie, Episode 3x08)
- 2019: The Mandalorian (Fernsehserie, 2 Episoden)
- 2020: Medical Police (Fernsehserie, Episode 1x03)
- 2020: Jurica Road
- 2020: Deputy – Einsatz Los Angeles (Deputy) (Fernsehserie, Episode 1x05)
- 2020: Danger Force (Fernsehserie, Episode 1x04)
- 2020: Follow Me
- 2020: Killers Anonymous – Traue niemandem (Killers Anonymous)
- 2021: My True Fairytale